# Crosslauf-Europameisterschaften 2001
Die 8. Crosslauf-Europameisterschaften der EAA fanden am 9. Dezember 2001 in Thun (Schweiz) statt.
Der Kurs im Thuner Militärgebiet bestand aus einer 1500 m langen Schleife, mit 150 m Abstand zwischen Start und Ziel. Die Männer bewältigten sechs Runden (9,15 km), die Junioren vier Runden (6,15 km), die Frauen drei Runden (4,65 km) und die Juniorinnen zwei Runden (3,15 km).

## Ergebnisse

### Männer

#### Einzelwertung
| Platz | Athlet                | Land | Zeit (min) |
| ----- | --------------------- | ---- | ---------- |
| 1     | Serhij Lebid          | UKR  | 27:52      |
| 2     | Kamiel Maase          | NED  | 28:05      |
| 3     | Antonio David Jiménez | ESP  | 28:10      |
| 4     | Gabriele De Nard      | ITA  | 28:11      |
| 5     | Christian Belz        | SUI  | 28:12      |
| 6     | Sam Haughian          | GBR  | 28:12      |
| 7     | José Carlos Adán      | ESP  | 28:13      |
| 8     | Mustapha El Ahmadi    | FRA  | 28:13      |

Von 78 gemeldeten Athleten gingen 77 an den Start und erreichten 75 das Ziel.
Weitere Teilnehmer aus deutschsprachigen Ländern:
- 36: Michael Wolf (GER), 28:57
- 50: Heinz Lehmann (SUI), 29:26
- 53: Philipp Bandi (SUI), 29:35
- 55: Oliver Mintzlaff (GER), 29:37
- 58: Mario Kröckert (GER), 29:43
- 62: Carsten Schütz (GER), 29:57
- 63: Thomas Suter (SUI), 29:58
- 68: Philip Rist (SUI), 30:08
- 70: Bruno Heuberger (SUI), 30:12
- 74: Harald Steindorfer (AUT), 30:44
- 75: Christian Knoblich (GER), 30:53
- DNF: Peter Wundsam (AUT)

#### Teamwertung
| Platz | Land und Athleten                                                                 | Gesamtpunktzahl und Einzelplatzierung |
| ----- | --------------------------------------------------------------------------------- | ------------------------------------- |
| 1     | Spanien Antonio David Jiménez José Carlos Adán José Manuel García Alejandro Gómez | 40 03 07 12 18                        |
| 2     | Frankreich Mustapha El Ahmadi Augusto Gomes Laurent Vapaille El Hassan Lahssini   | 50 08 11 15 16                        |
| 3     | Portugal Paulo Guerra José Ramos Hélder Ornelas Alberto Maravilha                 | 72 10 19 21 22                        |

Insgesamt wurden zwölf Teams gewertet. Die Schweizer Mannschaft kam mit	171 Punkten auf den neunten, die deutsche Mannschaft mit 211 Punkten auf den elften Platz.

### Frauen

#### Einzelwertung
| Platz | Athletin                | Land | Zeit (min) |
| ----- | ----------------------- | ---- | ---------- |
| 1     | Yamna Oubouhou-Belkacem | FRA  | 15:48      |
| 2     | Olga Romanowa           | RUS  | 15:49      |
| 3     | Justyna Bąk             | POL  | 15:51      |
| 4     | Olivera Jevtić          | YUG  | 15:54      |
| 5     | Liz Yelling             | GBR  | 15:55      |
| 6     | Helena Sampaio          | POR  | 15:55      |
| 7     | Inês Monteiro           | POR  | 15:56      |
| 8     | Hayley Yelling          | GBR  | 15:58      |

Von 84 gemeldeten und gestarteten Athletinnen erreichten 80 das Ziel.
Teilnehmerinnen aus deutschsprachigen Ländern:
- 36: Sandra Baumann (AUT), 16:30
- 38: Sabrina Mockenhaupt (GER), 16:31
- 40: Anita Weyermann (SUI), 16:32
- 61: Christina Carruzzo (SUI), 17:03
- 62: Claudia Stalder (SUI), 17:03
- 69: Maja Neuenschwander (SUI), 17:18
- 71: Vera Notz-Umberg (SUI), 17:27
- 74: Cornelia Heinzle (AUT), 17:30
- 75: Linda Feuz (SUI), 17:31
- 79: Martina Winter (AUT), 18:03
- 80: Andrea Mayr (AUT), 18:19

#### Teamwertung
| Platz | Land und Athletinnen                                                                      | Gesamtpunktzahl und Einzelplatzierung |
| ----- | ----------------------------------------------------------------------------------------- | ------------------------------------- |
| 1     | Portugal Helena Sampaio Inês Monteiro Analídia Torre Ana Dias                             | 41 06 07 10 18                        |
| 2     | Vereinigtes Königreich Liz Yelling Hayley Yelling Kathy Butler Sharon Morris              | 49 05 08 12 24                        |
| 3     | Frankreich Yamna Oubouhou-Belkacem Fatima Yvelain Rodica Daniela Moroianu Élodie Olivarès | 66 01 16 20 29                        |

Insgesamt wurden 13 Teams gewertet. Die Schweizer Mannschaft kam mit 232 Punkten auf den zwölften, die österreichische Mannschaft mit 269 auf den 13. Platz.

### Junioren

#### Einzelwertung
| Platz | Athlet              | Land | Zeit (min) |
| ----- | ------------------- | ---- | ---------- |
| 1     | Wassyl Matwijtschuk | UKR  | 19:29      |
| 2     | Mohammed Farah      | GBR  | 19:38      |
| 3     | Stefano Scaini      | ITA  | 19:39      |

Von 90 gemeldeten und gestarteten Athleten erreichten 86 das Ziel.
Teilnehmer aus deutschsprachigen Ländern:
- 23: Florian Heinzle (AUT), 20:06
- 28: Jan Förster (GER), 20:08
- 45: Steffen Preuk (GER), 20:26
- 47: Christian Ritosek (GER), 20:29
- 52: Christian Seiler (GER), 20:33
- 63: Sascha Bierbaumer (AUT), 20:47
- 65: Stefan Kreuzer (SUI), 20:53
- 66: Jan Krauspe (GER), 20:53
- 67: Bastian Rodowski (GER), 20:54
- 68: Daniel Spitzl (AUT), 20:55
- 72: Valentin Wullschleger (SUI), 21:04
- 73: Olivier Zihlmann (SUI), 21:06
- 78: Mario Weiss (AUT), 21:24
- 79: Stefan Scherrer (SUI), 21:31
- 82: Ueli Vetsch (SUI), 21:39
- 83: Lukas Ebneter (SUI), 21:41

#### Teamwertung
| Platz | Land und Athleten                                                                  | Gesamtpunktzahl und Einzelplatzierung |
| ----- | ---------------------------------------------------------------------------------- | ------------------------------------- |
| 1     | Vereinigtes Königreich Mohammed Farah Adam Bowden Matthew Bowser Andrew Lemoncello | 54 02 06 13 33                        |
| 2     | Portugal Bruno Saramago Bruno Jesus Hermano Ferreira Bruno Morais                  | 67 07 11 20 29                        |
| 3     | Frankreich Jérémy Pierrat Benoît Charpentier Keving Tingaud Abdelkader Mahmoudi    | 68 08 10 16 34                        |

Insgesamt wurden 13 Teams gewertet. Die deutsche Mannschaft belegte mit 172 Punkten den neunten, die österreichische Mannschaft mit 232 Punkten den elften und die Schweizer Mannschaft mit 289 Punkten den 13. Platz.

### Juniorinnen

#### Einzelwertung
| Platz | Athletin          | Land | Zeit (min) |
| ----- | ----------------- | ---- | ---------- |
| 1     | Elvan Abeylegesse | TUR  | 10:35      |
| 2     | Tatjana Tschulach | RUS  | 10:53      |
| 3     | Snežana Kostić    | YUG  | 10:54      |

Von 84 gemeldeten und gestarteten Athletinnen erreichten 83 das Ziel.
Teilnehmerinnen aus deutschsprachigen Ländern und Regionen:
- 17: Johanna Braun (GER), 11:22
- 22: Kerstin Werner (GER), 11:29
- 25: Agnes Tschurtschenthaler (ITA), 11:32
- 46: Deborah Büttel (SUI), 11:48
- 52: Michaela Schedler (GER), 11:53
- 54: Nicola Spirig (SUI), 11:56
- 56: Claudia Kahl (GER), 11:58
- 57: Linda Oberholzer (SUI), 11:59
- 59: Antje Hoffmann (GER), 12:00
- 61: Nicole Dillinger (AUT), 12:02
- 64: Franziska Ammann (SUI), 12:04
- 67: Samira Gadient (SUI), 12:10
- 71: Katharina Splinter (GER), 12:17
- 75: Stefanie Murer (SUI), 12:25
- 76: Nicole Wagner (AUT), 12:27
- 81: Elisabeth Niedereder (AUT), 13:02

#### Teamwertung
| Platz | Land und Athletinnen                                                      | Gesamtpunktzahl und Einzelplatzierung |
| ----- | ------------------------------------------------------------------------- | ------------------------------------- |
| 1     | Russland Tatjana Tschulach Inga Abitowa Marina Iwanowa Tatjana Petrowa    | 35 02 04 10 19                        |
| 2     | Vereinigtes Königreich Charlotte Dale Louise Damen Kate Reed Freya Murray | 54 05 15 16 18                        |
| 3     | Türkei Elvan Abeylegesse Türkan Erişmiş Nilgün Yılmaz Meryem Kılınç       | 79 01 07 11 60                        |

Insgesamt wurden 15 Teams gewertet. Die deutsche Mannschaft kam mit 147 Punkten auf den siebten, die Schweizer Mannschaft mit 221 Punkten auf den 14. Platz.